# Manzaneque
Manzaneque è un comune spagnolo di 391 abitanti situato nella comunità autonoma di Castiglia-La Mancia.